# Charleston (Mississippi)
Charleston è una città (city) degli Stati Uniti d'America, capoluogo della contea di Tallahatchie, nello Stato del Mississippi.